# آختالا آرغوجارانین کیتس
آختالا آرغوجارانین کیتس (به ارمنی: Ախթալա առողջարանին կից) یک روستا در ارمنستان است که در استان لوری واقع شده‌است.  در  کیلومتری شمال وانادزور، مرکز استان لوری واقع شده است.

## خصوصیات
آختالا آرغوجارانین کیتس  ۱۴ نفر 
جمعیت دارد و در ارتفاع  متر بالاتر از سطح دریا قرار گرفته است.